# Eva Walder

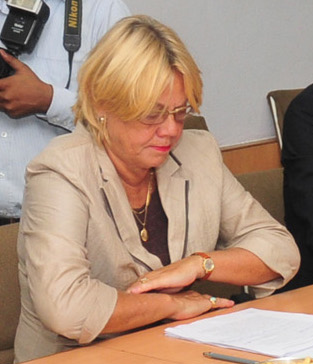
Eva Walder 2012.

Eva Birgitta Walder, under en period Walder-Brundin, född den 5 juni 1951 i Stockholm är en svensk diplomat.
Walder, som är civilekonom med examen från Handelshögskolan i Stockholm, var 1998–2001 ambassadör i Singapore och 2006–2008 Sveriges ambassadör i Finland. Hon var mellan 2011 och 2016 utrikesråd för handelsfrågor och utsågs 2016 till nedrustningsambassadör.